# Legge di preservazione della pace
La Legge di preservazione della pace (治安維持法?, Chian iji hō) era una legge giapponese emanata il 22 aprile 1925, con lo scopo di consentire alla Polizia Speciale Superiore di sopprimere più efficacemente socialisti e comunisti. Oltre a criminalizzare la costituzione di un'associazione con l'obiettivo di alterare il kokutai ("essenza nazionale") del Giappone, la legge criminalizzava esplicitamente anche la critica al sistema della proprietà privata e divenne il fulcro di un vasto apparato di controllo del pensiero nel Giappone imperiale. Complessivamente,  tra il 1925 e la sua abrogazione da parte di Autorità di occupazione americane nel 1945, vennero arrestate più di 70.000 persone in base alle disposizioni della Legge di preservazione della pace.

## L'approvazione
Dopo la rivoluzione russa del 1917, le idee socialiste e comuniste iniziarono a diffondersi in Giappone e il governo si preoccupò sempre più del fatto che il socialismo e il comunismo rappresentassero una minaccia per il sistema imperiale e per il kokutai divino del Giappone ( 国体, "essenza nazionale"). I moti per il riso del 1918 e l'assassinio del primo ministro Hara Kei approfondirono solo le preoccupazioni che idee pericolose si stessero diffondendo nella società. Gli sforzi per approvare una legge di preservazione della pace iniziarono all'interno della Dieta già nel 1921 e presero slancio dopo la formazione del Partito Comunista Giapponese nel 1922, sebbene l'opposizione alla legge rimase forte. Infine, la legge venne approvata nel 1925, in concomitanza con l'approvazione della Legge sul suffragio universale maschile, che consentiva a tutti i cittadini maschi di votare alle elezioni, indipendentemente dalla ricchezza o dallo status. I timori che gli elettori della classe operaia appena emancipati potessero votare per socialisti o comunisti svolsero un ruolo importante nel superare la precedente opposizione alla legge.

## Le disposizioni
La legge disponeva:
Chiunque abbia formato un'associazione allo scopo di alterare il kokutai o il sistema della proprietà privata, e chiunque abbia aderito a tale associazione con totale conoscenza del suo oggetto, è passibile di reclusione con o senza lavori forzati, per un periodo non superiore a dieci anni.
Usando il termine altamente vago e soggettivo del kokutai, la legge tentava di fondere politica ed etica, ma il risultato fu che qualsiasi opposizione politica potesse essere bollata come "alterazione del kokutai". Così il governo aveva carte blanche per bandire qualsiasi forma di dissenso.

## Conseguenze

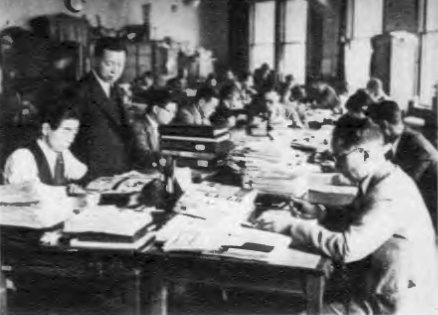
L'ufficio della Polizia Speciale Superiore, Sezione di Censura del Dipartimento della Polizia metropolitana di Tokyo.

Nel 1927 venne istituito un sottufficio, la "Sezione Pensiero", all'interno dell'Ufficio Affari Criminali della Polizia Speciale Superiore all'interno del Ministero dell'Interno al fine di avvalersi della nuova autorità legale concessa dalla Legge di preservazione della pace per scovare e sopprimere le ideologie sovversive. La nuova "polizia del pensiero" stabilì sezioni locali in tutto il Giappone e nei territori d'oltremare del Giappone per monitorare i pensieri e le ideologie pericolose tra i sudditi imperiali del Giappone. All'interno del Ministero dell'Istruzione venne inoltre istituita una "Sezione Studenti" per monitorare il pensiero sovversivo tra i professori universitari e gli studenti. All'interno del Ministero della Giustizia, vennero nominati "Accusatori del Pensiero" (思想検事?, shisō kenji) per sopprimere i "crimini del pensiero" (思想犯?, shisō han).
La rinnovata attività clandestina del bandito Partito Comunista del Giappone nel 1928 portò all'incidente del 15 marzo, in cui la polizia arrestò più di 1.600 comunisti e sospetti comunisti in base alle disposizioni della Legge di preservazione della pace. Lo stesso anno, il governo altamente anticomunista di Tanaka Giichi promosse un emendamento alla legge, aumentando la massima pena da dieci anni alla morte.
Nel 1933, le "conversioni ideologiche" (転向, tenkō) forzate erano diventate il mezzo principale per far rispettare la legge di preservazione della pace, piuttosto che la punizione giudiziaria. Al fine di suscitare tenkō dai prigionieri sospettati di radicalismo ideologico, la polizia impiegò torture fisiche, torture psicologiche e pressioni familiari.
Negli anni '30, con il crescente militarismo e totalitarismo del Giappone, il dissenso era sempre meno tollerato. All'inizio di febbraio 1941, l'originale Legge di preservazione della pace del 1925 venne pesantemente modificata per rendere le punizioni ancora più severe. I termini per le persone sospettate di simpatie socialiste e comuniste vennero resi più duri e per la prima volta le organizzazioni religiose vennero incluse nell'ambito della Psicopolizia. Inoltre, la corte d'appello per reati di pensiero venne abolita e al Ministero della Giustizia venne concesso il diritto di nominare l'avvocato difensore nei casi di reato di pensiero. Le nuove disposizioni entrarono in vigore il 15 maggio 1941.

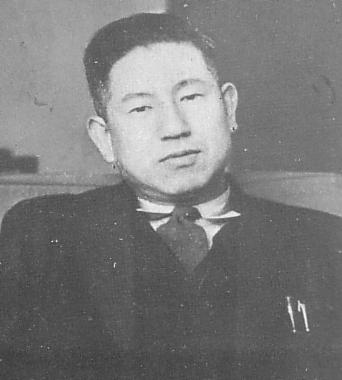
Hotsumi Ozaki, impiccato in base alle disposizioni della legge di preservazione della pace

Dal 1925 al 1945, oltre 70.000 persone vennero arrestate in base alle disposizioni della Legge per la preservazione della pace, ma solo il 10% circa raggiunse il processo e la pena di morte venne inflitta solo a due delinquenti, la spia Richard Sorge e il suo informatore, Hotsumi Ozaki. La Legge di preservazione della pace venne abrogata dopo la fine della seconda guerra mondiale dalle autorità di occupazione americane. L'abrogazione avvenne il 15 ottobre 1945.